# بنیاد اروپایی اطلاعات بازی‌ها
بنیاد اروپایی اطلاعات بازی‌ها (به انگلیسی: Pan European Game Information) که به صورت خلاصه پِگی (PEGI) نامیده می‌شود، نام شرکتی در زمینه رده‌بندی سنی بازی‌های رایانه‌ای است که از آوریل ۲۰۰۳ فعالیت خود را آغاز کرد. این شرکت بازی‌ها را از نظر سنی به پنج رده متفاوت دسته‌بندی می‌کند. این دسته‌بندی سنی به‌معنای سختی بازی یا نیاز به مهارت خاص برای انجام آن نیست.

## شیوه رده‌بندی بازی‌ها
پگی دارای پنج دسته کلی از نظر سنی است:
| نماد | توضیح                                                               |
| ---- | ------------------------------------------------------------------- |
|      | مناسب برای افراد ۳ سال به بالا. مخاطب عمومی.                        |
|      | توصیه‌شده برای افراد ۷ سال به بالا. بدون راهنمایی والدین.            |
|      | مناسب برای افراد ۱۲ سال به بالا. نیازمند به راهنمایی والدین.        |
|      | مناسب برای افراد ۱۶ سال به بالا. نیازمند به راهنمایی گسترده والدین. |
|      | فقط برای افراد ۱۸ سال به بالا. تنها افراد بالغ.                     |

### محتوا
پگی از هشت نماد برای توضیح در مورد محتوای بازی‌ها استفاده می‌کند:
| نماد | محتوا               | توضیح | رده‌بندی سنی |
| ---- | ------------------- | --- | ----------- |
|      | خشونت               | براساس دسته‌بندی سنی، ممکن است بازی حاوی صحنه‌های زخمی شدن یا مردن انسان‌ها معمولاً به‌وسیله اسلحه باشد. این صحنه‌ها می‌تواند واقعی یا غیرِ واقعی، تخیلی یا حتی کارتونی باشند. همچنین احتمال وجود خون و جزییات زخمی شدن نیز وجود دارد. |             |
|      | دشنام‌گویی           | ممکن است حاوی ناسزا و هر گونه از تهمت‌زدن، توهین و برچسب باشد. |             |
|      | ترس / داستان ترسناک | ممکن است حاوی صحنه‌ها یا خط داستانی ترسناک بدون استفاده از خشونت باشد. (در صورت وجود خشونت، نماد خشونت به‌صورت جداگانه استفاده می‌شود)                                                                                            |             |
|      | جنسی                | براساس دسته‌بندی سنی ممکن است حاوی صحنه یا اشاره به لُختی (جنسی یا غیرجنسی)، نمایش جنسی، شخصیت‌هایی با پوشش تحریک‌کنندهٔ جنسی یا آمیزش جنسی باشد.                                                                                   |             |
|      | دارو / مخدر         | براساس دسته‌بندی سنی ممکن است حاوی اشاره یا استفاده از الکل، تنباکو، داروهای غیرمجاز یا مخدر (و یا هر مادهٔ داستانی با تأثیری مشابه) باشد.                                                                                       |             |
|      | قمار                | ممکن است حاوی نکاتی باشد که قمار را تبلیغ یا آن را آموزش می‌دهند. |             |
|      | تبعیض               | ممکن است حاوی صحنه‌ها، رفتارها یا اشاراتی به ظلم یا آزار یک گروه خاص براساس نژاد، دین، قومیت، جنسیت، توانایی، هویت جنسی یا اولویت جنسی باشد.                                                                                    |             |
|      | بازی آنلاین         | استفاده از این نماد در سال ۲۰۱۵ میلادی متوقف شد؛ زیرا بیشتر بازی‌ها امروزه شامل قسمت برخط هستند. این نماد همچنان بر روی بازی‌هایی که پیش از ماه جولای سال ۲۰۱۵ رده‌بندی شده‌اند، مورد استفاده قرار می‌گیرد.                         |             |